# Isaiah Berlin
Isaiah Berlin, född 6 juni 1909 i Riga, Livland, dåvarande Ryska imperiet, död 5 november 1997 i Oxford, Oxfordshire, var en ryskfödd brittisk idéhistoriker och politisk teoretiker. Han är ofta ansedd som en av 1900-talets ledande liberala tänkare.

## Biografi
Isaiah Berlin föddes i Riga i en judisk familj. Hans far Mendel Berlin var köpman i trävirkesindustrin, och hans mor hette Marie, född Volshonok. Barndomen tillbringades i Riga i Livland och i Sankt Petersburg, och han bevittnade ryska revolutionen 1917. Som en följd av revolutionen, utvandrade hans familj till Storbritannien 1921. Där studerade han på privatskolan St Paul's School i London, och sedan vid Corpus Christi College i Oxford där han studerade klassiker och PPE (Philosophy, Politics and Economics). Han skulle stanna vid Oxford för resten av sitt liv, så när som på några år då han arbetade för British Information Services i New York (1940–42), brittiska ambassaden i Washington, D.C. (1942–45), och i Moskva (1945–46).
1956 gifte han sig med Aline Halban, född de Gunzbourg. En av hans vänner var den brittiska filosofen Alfred Ayer.
1957-67 var han professor i social och politisk teori i Oxford, och 1967 deltog han i grundandet av Wolfson College där och blev dess första chef. Han dubbades till riddare 1957, och erhöll Order of Merit 1971. 1974 till 1978 var han ordförande för British Academy och emottog Jerusalem Prize 1979 för sina böcker på temat individuell frihet i samhället.
Berlins inflytande på liberal teori har varit djupgående och varaktig. I installationsföreläsningen "Two Concepts of Liberty" (1958) framlägger han den vedertagna distinktionen mellan negativ och positiv frihet, vilket har florerat i den politiska diskussionen därefter i frågor om frihet och jämlikhet.

## Verk
Berlins främsta influenser är John Stuart Mill, Karl Marx, och Jeremy Bentham.
Installationsföreläsningen "Two Concepts of Liberty" (1958) om negativ och positiv frihet är ett av de mest kända verken av Berlin. Han definierar negativ frihet som avsaknad av hinder, eller inblandning av personer som verkar interaktivt på individens handlingar. Positiv frihet är däremot förknippat med kontroll över sitt liv, kapacitet att själv göra val och fatta beslut om sin egen framtid. Trots att Berlin ansåg att båda formerna av frihet representerar giltiga humana ideal, visade historien den positiva friheten var mer utsatt för politiskt maktmissbruk. Detta resonemang, påverkat av Jean-Jacques Rousseau, Immanuel Kant och Hegel, leder Berlin till slutsatsen att europeiska politiska teoretiker blandat ihop frihet med politisk lydnad och tvång. Under 1800-talet blev den positiva friheten politiskt farlig, menar Berlin, och användes för att försvara ideal av nationellt självbestämmande, förespråka demokratiskt självstyre, och kommunismens idé om kollektiv förnuftsbaserad makt över framtiden. Att tänka på detta sätt, slår Berlin fast, innebär att krav på frihet paradoxalt blir en begäran av någon form av kollektiv kontroll eller lydnad – detta är oundvikliga domar över länders, klassers, eller gruppers självbestämmande, eller till och med kanske hela mänskligheten. För Berlin finns alltså ett samband mellan politisk frihet och politisk totalitarism. Följaktligen representerar negativ frihet en säkrare, mer liberal förståelse av frihet, för Berlin. Förespråkare för Berlins åsikt, som redan Jeremy Bentham och John Stuart Mill, vidhåller att lydnad och tvång är frihetens antites, och därför att det är viktigt att hålla isär begreppet frihet och den totalitarism som förekommer i filosofin.
I essän "Historical Inevitability" (1953) fokuseras oenigheter i historiefilosofin. Enligt Berlin finns två val: antingen tolkas historien som en skapelse av ett fåtal exceptionella individer, eller tolkas den som att allt som sker är ett resultat av impersonella krafter som är onåbara för mänskliga intentioner. 
Berlin är en auktoritet inom den ryska intellektuella historien, samlat i Russian Thinkers (1978), av Henry Hardy, som så ofta med Berlins verk.
Berlins skrifter om upplysningen och dess kritiker – för vilka Berlin myntade uttrycket kontraupplysning – och i synnerhet romantiken, bidrog till hans moralfilosofiska teori om värdepluralism. För Berlin är värden mänskliga skapelser och inte naturliga, men menade samtidigt att mänskliga värden kan hållas för sanna i alla kulturer, vilket är vad han åsyftar när han kallar sin ståndpunkt objektiv pluralism. Från sin teori om värdepluralism argumenterade han för att olika moralsystem kan vara likvärdiga och ändå omöjliga att värdera, och därför kan de komma i konflikt med varandra på ett sätt som inte kan lösas. När värden försvinner har inget moralsystem högre giltighet än ett annat.  Frihet kan innebära social orättvisa. Etiska konflikter är en grundläggande och varaktig del av det mänskliga livet och människans väsen.